# Castanopsis johorensis
Castanopsis johorensis là một loài thực vật có hoa trong họ Fagaceae. Loài này được Soepadmo mô tả khoa học đầu tiên năm 1968.